# Sjumsi
Sjumsi (in russo Сюмси?) è un villaggio che si trova nella Repubblica Autonoma dell'Udmurtia, in Russia. È il centro amministrativo del distretto Sjumsinskij.